# Луїс дос Сантос Луз
Луїс дос Сантос Луз (порт. Luís dos Santos Luz, 29 листопада 1909, Порту-Алегрі, Бразилія — 27 серпня 1989, там само) — бразильський футболіст, що грав на позиції захисника, зокрема, за клуб «Греміо», а також національну збірну Бразилії.

## Клубна кар'єра
У футболі дебютував 1928 року виступами за команду «Американо», в якій провів три сезони. 
Протягом 1931—1932 років захищав кольори «Пеньяролю» з уругвайського Монтевидео.
1935 року перейшов до клубу «Греміо», за який відіграв 6 сезонів.  Завершив професійну кар'єру футболіста у 1941 році.

## Виступи за збірну
1934 року дебютував в офіційних матчах у складі національної збірної Бразилії. Протягом кар'єри у національній команді провів у її формі 2 офіційні матчі і 6 неофіційних.
У складі збірної був учасником чемпіонату світу 1934 року в Італії, де зіграв в єдиному поєдинку команди на турнірі проти збірної Іспанії (1-3).
Помер 27 серпня 1989 року на 80-му році життя у місті Порту-Алегрі.

## Титули і досягнення
- Чемпіон Ліги Гаушу (1):

«Американо»: 1928